# Stenosomides mansoura
Stenosomides mansoura là một loài bướm đêm trong họ Noctuidae.